# Cyphomyia imitans
Cyphomyia imitans är en tvåvingeart som beskrevs av Charles Howard Curran 1925. Cyphomyia imitans ingår i släktet Cyphomyia och familjen vapenflugor. Inga underarter finns listade i Catalogue of Life.